# Calosoma agassizi
Espèce
Synonymes
- Calosoma (Callisthenes) agassizi

Calosoma agassizi est une espèce fossile d'insectes coléoptères de la famille des Carabidae.

## Classification
Selon Paleobiology Database et The Taxonomicon en 2023, l'espèce Carabus agassizi est décrite par le naturaliste français et marseillais Christophe Jérôme Barthélemy Lapommeraye (1796-1869) en 1846,.

### Autre auteur taxonomique?
Selon GBIF en 2023 (et Nicolas Théobald en 1937) l'espèce Calosoma (Callisthenes) agassizii serait attribuée à Émile Oustalet en 1874,.

### Étymologie
L'épithète spécifique latine agassizi rend hommage au célèbre paléontologue suisse et américain Louis Agassiz (1807-1873) et contemporain de Christophe Jérôme Barthélemy Lapommeraye.

### Renommage
En 1874, Émile Oustalet renomme cette espèce Calosoma (Callisthenes) agassizi,.
En 1937, Nicolas Théobald reprend le nom d'espèce Calosoma agassizi et ajoute des fossiles et redécrit succinctement ce très beau Carabidae, qu'il trouve à Aix-en-Provence et à Céreste,.
En 1939 Louis Émile Piton et Nicolas Théobald reprennent le nom d'espèce Calosoma agassizi et décrivent un exemplaire de Puy-de-Mur sur la commune de Mur-sur-Allier dans le Puy-de-Dôme,.
En 1989 André Nel reprend le nom d'espèce Calosoma agassizi et redécrit cette espèce,. Selon André Nel, les Calosoma agassizi signalés par Nicolas Théobald à Céreste sont en réalité des ceresti.

### Fossiles
Selon Paleobiology Database en 2023 neuf collections d'une occurrence chacune de l'Oligocène de France sont référencées dont une est au muséum national d'histoire naturelle de Paris, une autre appartient à la collection Coquand de l'École des Mines de Paris, et deux autres échantillons viennent de Céreste et sont dans la collection Fliche de l'École nationale des eaux et forêts de Nancy.

### Sous-tribu
Catalogue of Life indique que cette espèce est classée dans la sous-tribu Carabina.

## Description

### Caractères
La diagnose de Nicolas Théobald en 1937, : 

« Oustalet a décrit plusieurs exemplaires de ce très beau Carabidae, voisin du Calosoma (Callisthenes) Maderae (= C. indagator F.) F. qui vit à Madère, aux Iles Açores et en Europe méridionale.
La collection Coquand de l'Ecole des Mines de Paris possède aussi un superbe échantillon de cette espèce (N° 6) que nous avons figuré. nous avons retrouvé cette espèce à Céreste (v. chap. VI). ».

« Cet Insecte que nous avons décrit d'Aix, est aussi représenté à Céreste. deux échantillons (F. 81,82) dans la collection Fliche de l'Ecole des Eaux et Forêts de Nancy montrent la tête, le thorax et les élytres dans un excellent état de conservation. tête avec mandibules, mâchoires, yeux et antennes ; sur ces dernières on voit que le troisième article est plus grand que le second et fortement comprimé, ce qui confirme qu'il s'agit du g. Calosoma. elytre d'un bel éclat brun métallique; orenementation finement striée-réticulée avec trois rangées de tubercules, c'est-à-dire identique au Calosoma Agassizi Oust. ».

sions 

### Dimensions
La longueur totale de l'élytre est de 15 mm et la largeur de 4,5 mm.

## Galerie
- Quelques espèces vivantes du genre Calosoma.
- Calosoma auropunctatum.
- Calosoma elegans.
- Calosoma inquisitor.
- Calosoma sycophanta.
- Calosoma scrutator par Alejandro Santillana "Insects Unlocked" Project, University of Texas at Austin.
- Calosoma planicolle.
- Calosoma senegalense.